# Ruptor

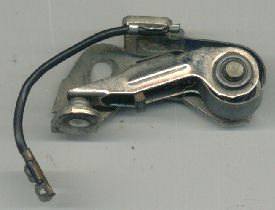
Un ruptor, amb els contactes a l'esquerra, i al mig el sortint accionat per la lleva, per obrir/tancar els contactes

El ruptor (també anomenat platins, ja que està format per dos contactes que solien estar coberts de platí) és un element de la ignició del motor d'encesa per espurna, que interromp periòdicament el corrent del primari de la bobina d'inducció amb la finalitat de generar un alt voltatge al secundari de la bobina, permetent desencadenar una espurna a la bugia alimentada pel distribuïdor que causa l'explosió al cilindre desitjat.

## Descripció
El ruptor va fixat sobre una platina basculant, i s'acciona mitjançant una lleva giratòria, que actua sobre el trinquet aïllant en el suport del contacte amb el seu ressort. El contacte fix va solidari amb un suport (ajustable), que també porta un condensador (que serveix per atenuar l'espurna que es produeix al ruptor per tal de reduir el seu desgast).
La lleva gira a una velocitat igual a una revolució per cicle del motor, provocant un nombre d'espurnes igual al nombre d'explosions d'un cicle (depenent del nombre de cilindres).
En el cas de motors de més d'un cilindre, hi sol haver un sol ruptor, amb una distribució de l'espurna als cilindres mitjançant la tapa i la pipa del Delco (tecnologia convencional en els cotxes) o diferents ruptors associats amb un nombre més gran de bobines (per exemple, en els V6, V8 ...).
Hi pot haver un o més ruptors en un motor (un per a cada bobina). Els motors moderns ja no fan ús de ruptors que han estat substituïts amb una encesa electrònica més precisa, sovint juntament amb una bobina per cada bugia (bobina de llapis).